# Rybaxis transversa
Rybaxis transversa är en skalbaggsart som beskrevs av Henry Clinton Fall 1927. Rybaxis transversa ingår i släktet Rybaxis och familjen kortvingar. Inga underarter finns listade i Catalogue of Life.